# 고난주간

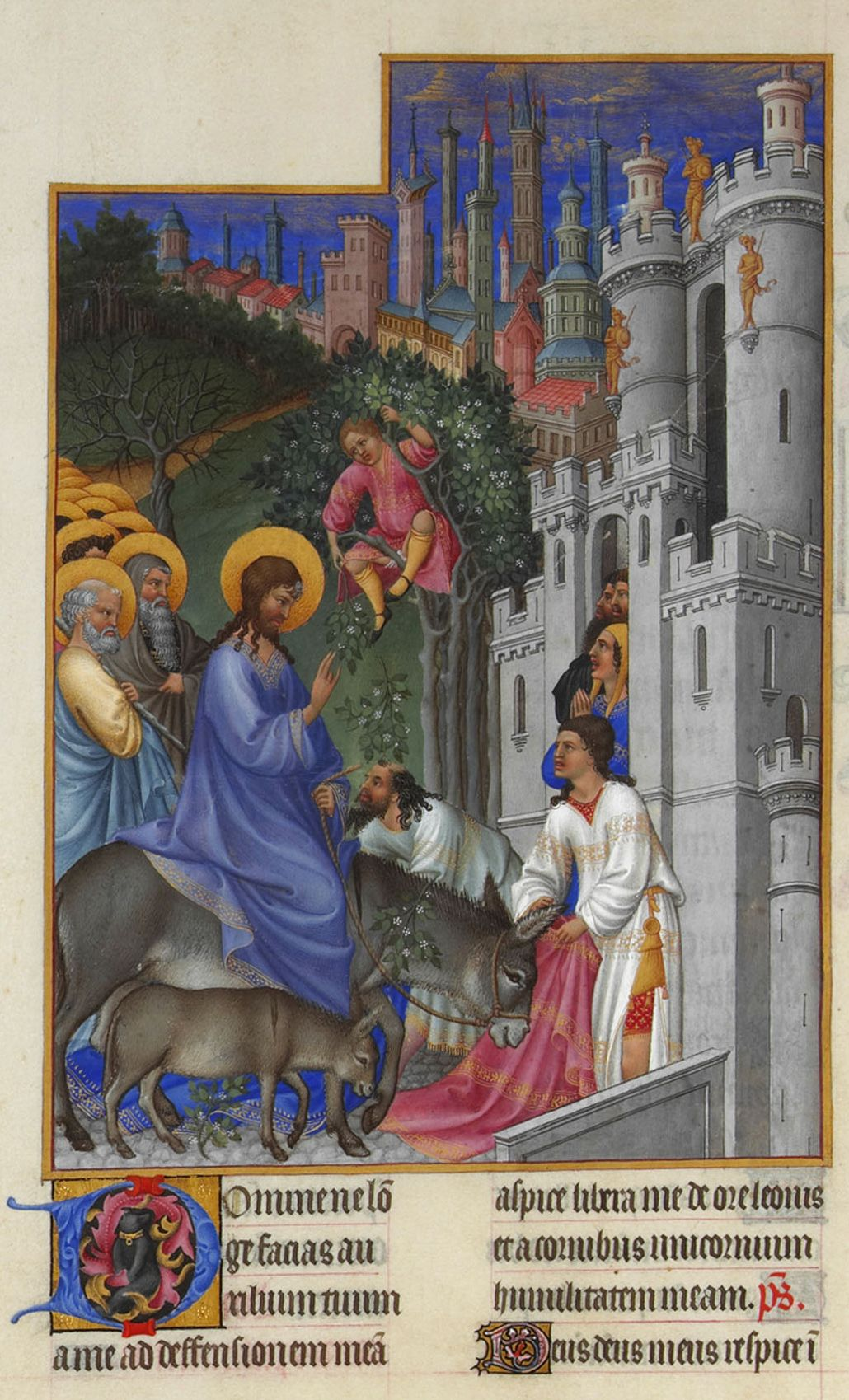
고난주간의 첫째 날인 종려주일에서 기념하는 예수의 예루살렘 입성 사건.

고난주간(苦難週間) 또는 성주간(Holy Week, 聖週間, 고대 그리스어: Ἁγία καὶ Μεγάλη Ἑβδομάς)은 기독교에서 부활절 전 일주일을 기념하는 주간이자 교회력 절기이다. 예수가 예루살렘에 개선 입성한 것을 기념하는 종려주일로 시작되며, 성수요일에는 유다의 배신을, 성목요일에는 최후의 만찬을, 성금요일에는 예수의 수난을 기념한다. 성토요일에는 예수의 죽음과 지옥 강하가 기억되며, 이로써 고난주간이 마무리된다.
모든 기독교 전통에서 고난주간은 날짜가 해마다 달라지는 유동 축일이다. 동방 기독교에서는 이 주간을 ‘대주간’(Great Week)이라 부르며, ‘대사순절’(Great Lent)과 ‘나사로 토요일’(Lazarus Saturday) 이후의 주간에 해당한다. 동방 교회에서의 고난주간은 종려주일 저녁에 시작하여 대토요일 저녁에 끝난다. 반면 서방 기독교에서는 고난주간이 사순절의 여섯 번째이자 마지막 주간으로 간주되며, 종려주일에 시작하여 성토요일에 끝난다.
부활 시기인 부활절기의 시작을 알리는 주간이기도 하다. 이후 첫 주간은 부활주간이라고도 불린다.
고난주간 전례는 대체로 연중 가장 많은 신자들이 참여하는 예식 중 하나이다. 많은 기독교 문화권에서는 특별한 전례나 예배, 행진, 조각상 전시, 예수의 생애와 체포, 십자가형 등을 재현하는 전통이 있다. 이 중 예수의 수난을 재현하는 수난곡, 수난극 등이 연주되기도 한다. 동방 전례 교회들에서도 부활이라는 주제를 강조하고 주요 축일을 기념하기 위한 다양한 방식들이 존재한다. 고난주간 동안 많은 텔레비전 방송사들은 십계, 위대한 이야기, 예수 영화 등 성경 관련 영화들을 방영한다.

## 역사

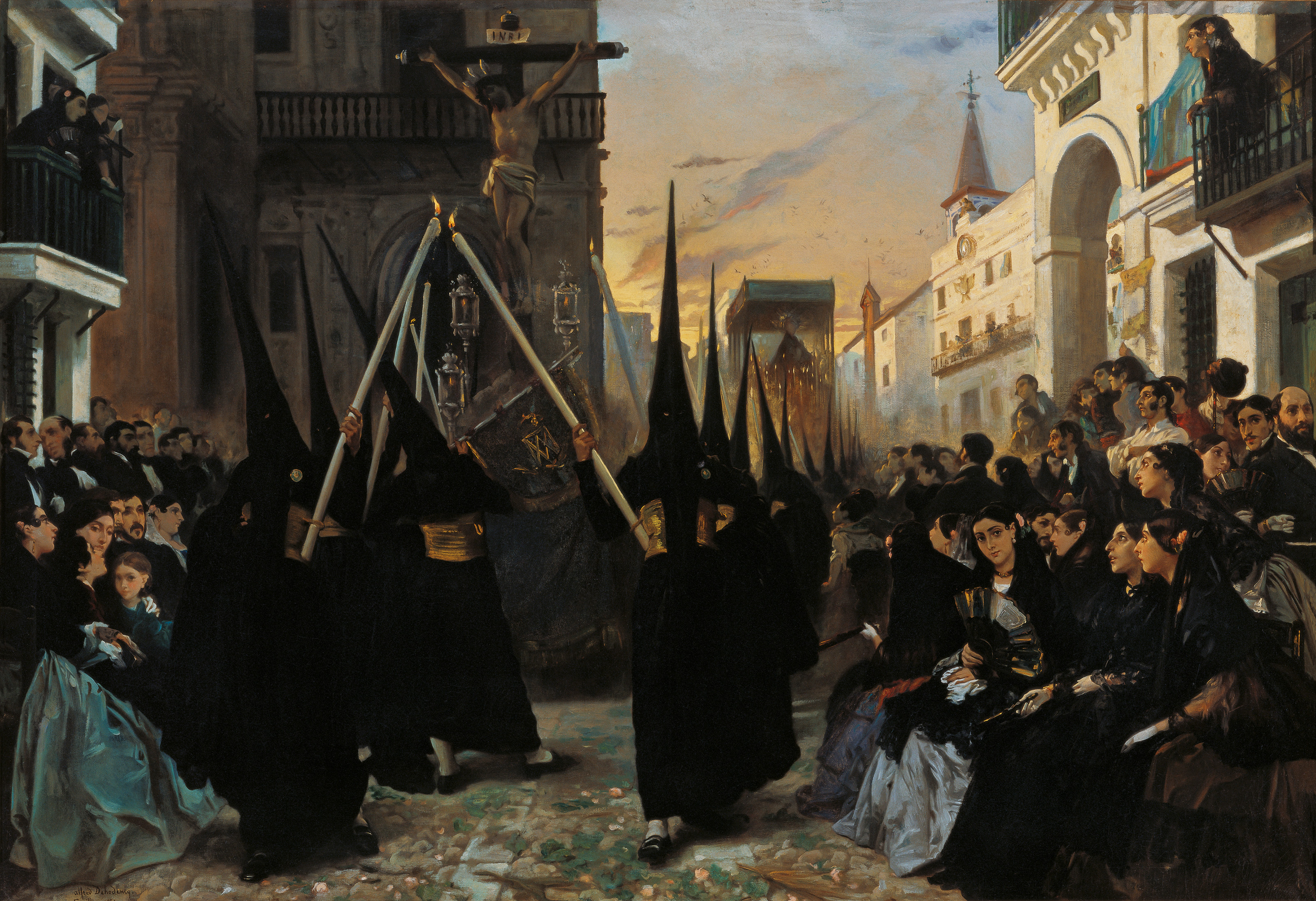
세비야 헤노바 거리를 행진하는 형제단. 알프레드 드오동크가 1851년 고난주간 행사를 그린 그림.

고난주간 전체를 특별히 기념하는 관습에 대한 가장 이른 언급은 3세기 후반에서 4세기에 작성된 『사도 헌장』(Apostolical Constitutions, V.18, 19)에 나타난다. 이 문헌에서는 고난주간의 모든 날 동안 육식을 삼가야 하며, 특히 금요일과 토요일에는 완전한 금식을 해야 한다고 명시되어 있다. 알렉산드리아의 디오니시우스는 서기 260년경의 정관 서간(canonical epistle)에서 91일의 금식 기간을 언급하는데, 이는 그의 시대에는 이미 이러한 관습이 널리 확립되어 있었음을 시사한다.
부활절 직전 7일과 그 직후 7일 동안 국가 행정을 중단하도록 했다는 로마 황제 콘스탄티누스의 칙령에 대한 진위는 다소 의문이 있다. 그러나 『테오도시우스 법전』은 이 15일 동안 모든 소송 절차를 중단하고 법정의 문을 닫을 것을 명확히 규정하고 있다(1. ii. tit. viii.).
고난주간 중에서 가장 먼저 두드러진 중요성을 지닌 날은 당연히 성금요일이었다. 그 뒤를 이어 대토요일(Sabbatum Magnum, 즉 성토요일 또는 부활 성야)이 주목받기 시작했는데, 초기 교회에서는 이 밤의 철야 기도와 함께 부활절에 예수의 재림이 이루어질 것이라는 기대가 담겨 있었다.
초기 교회의 관련 전통들을 언급한 다른 문헌 중 가장 주목할 만한 것은 4세기경의 『에테리아의 순례기』로, 당시 고난주간 전체의 의례를 상세히 기록하고 있다.
오늘날 서방 기독교 전통에서 루터교, 성공회, 감리교, 장로교, 가톨릭 교회를 포함한 교파들 사이에서 고난주간에 사용되는 전례는 거의 동일하다. 미국 성공회의 전례서인 『1979년 공통 기도서』는 종려주일(또는 수난주일)부터 성토요일까지 이어지는 고난주간을 사순절 이후의 별도 시기로 명시하고 있다. 그러나 고난주간의 평일들도 사순절 평일과 마찬가지로 '특별 헌신의 날(Days of Special Devotion)'로 간주되어, 절제와 자기 부인의 특별한 실천을 요구하므로, 실제적인 측면에서는 고난주간을 사순절의 연장선으로 여기는 것과 다르지 않다.
모라비아 형제회에서는 고난주간 예배가 매우 상세하게 구성되어 있다. 회중은 매일 예배를 통해 복음서들의 조화를 바탕으로 예수 그리스도의 마지막 일주일의 삶을 따라가며, 그 사건들에 찬송가, 기도, 연도 등으로 응답한다. 이 예배는 종려주일 전날 저녁부터 시작되어, 1732년 모라비아 교회에 의해 시작된 부활절 새벽예배 또는 부활절 일출예배로 절정을 이룬다.

## 절기
- 종려주일 (성지주일)
- 성수요일 (유다의 배신)
- 성목요일 (최후의 만찬)
- 성금요일 (주님 수난일)
- 성토요일 (부활절 전날)

### 가톨릭에서 부르는 성주간의 명칭
《로마 미사 경본》(2008년)에 제시된 성주간 평일의 명칭은 다음과 같다.
성주간(HEBDOMADA SANCTA): 성토요일 낮까지(파스카 성야 제외됨)
- 주님 수난 성지 주일(DOMINICA IN PALMIS DE PASSIONE DOMINI)
- 성주간 월요일(FERIA II HEBDOMADAE SANCTAE)
- 성주간 화요일(FERIA III HEBDOMADAE SANCTAE)
- 성주간 수요일(FERIA IV HEBDOMADAE SANCTAE)
- 성주간 목요일(FERIA V HEBDOMADAE SANCTAE): 성유 축성 미사

파스카 성삼일(SACRUM TRIDUUM PASCHALE): 주님 부활 대축일 제2저녁기도까지
- 주님 만찬 성목요일(FERIA V IN CENA DOMINI)
- 주님 수난 성금요일(FERIA VI IN PASSIONE DOMINI)
- 성토요일(SABBATO SANCTO)

부활 시기(TEMPUS PASCHALE): 주님 부활 대축일 제2저녁기도까지는 파스카 성삼일에도 속함
- 주님 부활 대축일(DOMINICA PASCHAE IN RESURRECTIONE DOMINI): 파스카 성야(VIGILIA PASCHALIS IN NOCTE SANCTA),
- 주님 부활 대축일: 낮 미사(Ad Missam in die)

여기에서 주의할 것은, 성주간 목요일은 성유 축성 미사를 거행하는 오전을 가리키는 명칭이고, 성목요일은 파스카 성삼일에 속하는 주님 만찬 미사(저녁)를 가리키는 명칭이라는 점이다. 또한 비슷하게, 성토요일은 기도와 단식을 하며 주님의 부활을 기다리는 시간을 가리키는 명칭이고, 파스카 성야는 부활 시기의 주님 부활 대축일을 가리키는 명칭이다.
한편 주님 부활 대축일의 파스카 성야와 낮 미사는 파스카 성삼일에도 속하고 부활 시기에도 모두 속하여, 수난에서 부활로 넘어가는 파스카 의 신비를 생생하게 드러낸다.

## 같이 보기
- 부활절
- 교회력